# Cagnes-sur-Mer
Cagnes-sur-Mer (occitană Canha de Mar) este un oraș în sud-vestul Frantei, în departamentul Alpes-Maritimes în regiunea Provence-Alpi-Coasta de Azur. Face parte din aglomerația orașului Nisa.
1. ↑  Q104527733[*] Verificați valoarea |titlelink= (ajutor)
2. ↑  répertoire géographique des communes, accesat în 26 octombrie 2015
3. ↑  dataset of postal codes in France, 1 octombrie 2018